# Zbaraż (obwód winnicki)
Zbaraż (ukr. Збараж) – wieś na Ukrainie, w obwodzie winnickim, w rejonie chmielnickim. W 2001 liczyła 501 mieszkańców.